# Fire in the Minds of Men
Fire in the Minds of Men: Origins of the Revolutionary Faith (Płonące umysły: Źródła Rewolucyjnej Wiary, tłum. Iwona Szuwalska, Wydawnictwo WEKTORY, Wrocław 2012) jest książką Jamesa H. Billingtona (ur. 1929), aktualnego bibliotekarza Biblioteki Kongresu.

## Historia
Książka nawiązuje do "Biesów" Dostojewskiego, która to książka mówi o przedrewolucyjnej Rosji i tajnych organizacjach nihilistów. Książka omawia rewolucyjną obsesję utrzymującą się w Europie od XVIII do XX wieku. Wylicza szereg czynników, które doprowadziły do rewolucji w Rosji. Billington omawia wiele grup społecznych przedrewolucyjnej Rosji, ze szczególnym uwzględnieniem tajnych stowarzyszeń, z których później wyrosły partie zaangażowane w rewolucji. Billington sięga również do rewolucji francuskiej i dokonuje porównań, tych dwu wydarzeń historycznych.